# Sikhovski imperij
Sikhovski imperij ali Sikhovsko kraljestvo  je bila regionalna sila s sedežem v regiji Pandžab na Indijski podcelini.   Obstajal je od leta 1799, ko je maharadža Randžit Singh zavzel Lahore, do leta 1849, ko ga je po drugi anglo-sikhovski vojni premagala in osvojila britanska Vzhodnoindijska družba.  Na vrhuncu sredi 19. stoletja se je imperij raztezal od Gilgita in Tibeta na severu do puščave Thar na jugu in od Hajberskega prelaza na zahodu do Satledža na vzhodu  in je bilo razdeljeno na osem provinc.  Versko raznolik, z ocenjenim prebivalstvom 12 milijonov leta 1831 (zaradi česar je bila takrat 19. najbolj naseljena država), je bil zadnja večja regija Indijske podceline, ki si jo je priključil Britanski imperij.
Leta 1799 je Randžit Singh iz Sakerčakia Misla zavzel Lahore od sikhovskega triumvirata, ki mu je vladal od leta 1765, in mu je posest Lahoreja potrdil duranski vladar Zaman šah. Uradno ga je kronal 12. aprila 1801 Sahib Singh Bedi, potomec Guruja Nanaka. Randžit Singh se je na oblast povzpel v zelo kratkem času, od vodje ene same misle do končnega maharadže Pandžaba. Do leta 1813 je Randžit Singh priključil vse preostale sikhovske misle, v naslednjih letih pa je prišlo do postopnega izgona Afganistancev iz Pandžaba; afganistanski vpliv vzhodno od Inda se je končal po padcu Multana leta 1818. V naslednjih desetletjih so duranski Afganistanci v korist Sikhov izgubili tudi Kašmir in Pešavar. Do leta 1840 je Gulab Singh pod sikhovsko oblast pripeljal Ladak in Baltistan. Randžit Singh je posodobil svojo vojsko z najnovejšim usposabljanjem, orožjem in topništvom.
Po smrti maharadže Randžita Singha leta 1839 je imperij oslabila britanska Vzhodnoindijska družba, ki je podžigala notranje razkole in slabo politično upravljanje. Končno je bila država leta 1849 po porazu v drugi anglo-sikhovski vojni razpuščena.

## Terminologija
Imperij se imenuje tudi Lahorejska država, na primer na sodobnih britanskih zemljevidih. Izraz Lahore Darbar se nanaša na sikhovski dvor v Lahoreju, kjer je bila vladajoča vlada imperija. Sodobni Britanci in drugi Evropejci so državo imenovali Kraljestvo Lahore, njeno vladajočo družino pa lahorejska kraljeva družina. Izraz Sikhovski imperij se je uveljavil v 20. stoletju, morda kot angleški ekvivalent izraza Sarkar-i-Khalsa.

## Zgodovina

### Ozadje
Ustanovitev Sikhovskega imperija sega v leto 1707, leto Aurangzebove smrti in začetek propada Mogulskega cesarstva. Ker so bili Moguli znatno oslabljeni, je sikhovska vojska, znana kot Dal Khalsa, preurejena Khalsa Faudž, ki jo je ustanovil Guru Gobind Singh, vodila odprave proti njim in Duranskemu imperiju (Afganistancem) na zahodu. To je privedlo do rasti vojske, ki se je razdelila na različne konfederacije ali polneodvisne misle. Vsaka od teh sestavnih vojsk je nadzorovala različna območja in mesta. Vendar pa so se v obdobju od 1762 do 1799 sikhovski poveljniki mislov začeli uveljavljati kot neodvisni.

#### Mogulska vladavina Pandžaba
Sikhizem se je začel med osvojitvijo severne Indije s strani Baburja, ustanovitelja Mogulskega cesarstva. Njegov vnuk Akbar je podpiral versko svobodo in po obisku langarja guruja Amarja Dasa dobil ugoden vtis o sikhizmu. Zaradi obiska je langarju podaril zemljo in Moguli niso imeli nobenih konfliktov s sikhovskimi guruji vse do njegove smrti leta 1605.
Njegov naslednik Džahangir je v sikhih videl politično grožnjo. Guruju Ardžanu, ki je bil aretiran zaradi podpore uporniškemu Kusravu Mirzi, je ukazal, naj spremeni odlomek o islamu.  v Adi Granthu. Ko je Guru zavrnil, je Džahangir ukazal, naj ga usmrtijo z mučenjem. Mučeništvo Guruja Ardžana je vodilo do tega, da je šesti Guru, Guru Hargobind, razglasil sikhovsko suverenost pri ustvarjanju Akal Takhta in pri vzpostavitvi utrdbe za obrambo Amritsarja.
Džahangir je poskušal uveljaviti oblast nad Sikhi tako, da je guruja Hargobinda zaprl v trdnjavo Gvalior, a ga je po nekaj letih, ko se ni več čutil ogroženega, izpustil. Sikhovska skupnost ni imela nadaljnjih težav z Mogulskim cesarstvom vse do Džahangirjeve smrti leta 1627. Naslednji sin Džahangirja, Šah Džahan, je bil užaljen zaradi 'suverenosti' guruja Hargobinda in po vrsti napadov na Amritsar prisilil Sikhe, da so se umaknili v hribovje Sivalik.
Naslednji guru, Guru Har Rai, je ohranil gurujstvo v teh hribih tako, da je preprečil lokalne poskuse zavzetja sikhovske zemlje in igral nevtralno vlogo v boju za oblast med dvema sinovoma Šaha Džahana, Aurangzebom in Dara Šikohom, za nadzor nad Mogulskim cesarstvom. Deveti guru, Guru Tegh Bahadur, je preselil sikhovsko skupnost v Anandpur in veliko potoval, da bi obiskal in pridigal, kljub Aurangzebu, ki je poskušal za novega guruja postaviti izobčenega Ram Raija. Guru Tegh Bahadur je kašmirskim panditom pomagal preprečiti spreobrnitev v islam in je bil po Aurangzebovem ukazu aretiran. Ko so mu ponudili izbiro med spreobrnitvijo v islam in smrtjo, se je raje odločil za smrt kot za kompromis svojih načel in je bil usmrčen.

##### Oblikovanje Khalse
Guru Gobind Singh je prevzel gurujstvo leta 1675 in se, da bi se izognil bitkam z radžami v hribovju Sivalik, preselil v Paonto. Tam je zgradil veliko utrdbo za zaščito mesta in vanjo namestil vojsko za njegovo zaščito. Naraščajoča moč sikhovske skupnosti je vznemirila radže s hribovja Sivalik, ki so poskušali napasti mesto, vendar so jih sile Guruja Gobinda Singha v bitki pri Bhanganiju premagale. Odpravil se je v Anandpur in 30. marca 1699 ustanovil Khalso, kolektivno vojsko krščenih Sikhov.
Ustanovitev Khalse je združila sikhovsko skupnost proti različnim kandidatom za gurujski položaj, ki so jih podpirali Moguli. Leta 1701 je združena vojska radžov s hribovja Sivalik in Mogulov pod vodstvom Vazir Kana napadla Anandpur. Khalsa se je umaknila, se pregrupirala in premagala Mogule v bitki pri Muktsarju. Leta 1707 je Guru Gobind Singh sprejel povabilo Aurangzebovega naslednika Bahadurja Šaha I., da se z njim sreča. Srečanje je potekalo v Agri 23. julija 1707.

##### Banda Singh Bahadur
Avgusta 1708 je Guru Gobind Singh obiskal Nanded. Tam je srečal bairāgījevega samotarja Madho Dasa, ki se je spreobrnil v sikhizem in se preimenoval v Banda Singh Bahadur.  Malo pred smrtjo mu je Guru Gobind Singh ukazal, naj ponovno osvoji regijo Pandžab, in mu dal pismo, v katerem je vsem Sikhom naročil, naj se mu pridružijo. Po dveh letih pridobivanja podpornikov je Banda Singh Bahadur sprožil agrarno vstajo z razbitjem velikih posesti zamindarskih družin in razdelitev zemlje revnim kmetom, ki so jo obdelovali.
Banda Singh Bahadur je začel svoj upor s porazom mogulskih vojsk v bitki pri Samani in ustanovitvijo prve sikhovske države leta 1709. Naslednje leto je sledila še ena sikhovska zmaga v bitki pri Sadhauri. Upor je dosegel vrhunec po porazu pri obleganju Gurdaspurja. Med uporom si je Banda Singh Bahadur prizadeval uničiti mesta, v katerih so Moguli kruto ravnali s podporniki Guruja Gobinda Singha. Vazir Kana je usmrtil v maščevanje za smrt sinov Guruja Gobinda Singha in Pir Budhu šaha po sikhovski zmagi pri Sirhindu.
Vladal je ozemlju med rekama Satledž in Jamuno, ustanovil prestolnico v Himalaji v Lohgarhu in koval kovance v imenu Guruja Nanaka in Guruja Gobinda Singha. Leta 1716 so Moguli premagali njegovo vojsko, potem ko je poskušal braniti svojo trdnjavo v Gurdas Nangalu. Ujeli so ga skupaj s 700 možmi in ga poslali v Stari Delhi, kjer so jih vse mučili in usmrtili, potem ko so zavrnili spreobrnitev v islam.

#### Obdobje Dal Khalse

##### Sikhovska konfederacija
Obdobje od 1716 do 1799 je bilo v regiji Pandžab politično in vojaško zelo turbulentno. To je bila posledica splošnega upada mogulskega cesarstva, ki je v regiji pustil praznino moči, ki so jo sčasoma zapolnili sikhi iz Dal Khalse, kar pomeni »vojska Khalse « ali »stranka Khalse«. Konec 18. stoletja, po porazu več invazij afganistanskih vladarjev Duranskega imperija in njihovih zaveznikov, so ostanki Mogulov in njihovih podkraljev, z mogulskimi zavezniki iz vrst  hindujski hribovskih radžev iz hribovja Sivalik in sovražni lokalni muslimani, ki so se postavili na stran drugih muslimanskih sil. Sikhi iz Dal Khalse so sčasoma oblikovali svoja neodvisna sikhovska upravna območja, misl, kar izhaja iz perzijsko-arabskega izraza, ki pomeni »podoben«, na čelu katerih so bili misldarji. Te misle je v veliki meri združil maharadža Randžit Singh.

##### Vojne med misli
Po vladavini Džase Singha Ramgarhije so se sikhovski misli razdelili in se medsebojno spopadati. Izbruhnila je nekakšna 'hladna vojna' med misli Bhangi, Nakai, Dalelvala in Ramgharia ter Sakerčakia, Ahluvalia, Karor Singhia in Kanijeha. Tudi Šahidan, Nišania in Singhpuria so se povezali, vendar se niso vojskovali z drugimi in so nadaljevali z Dal Khalso.
Fulkian misl je bil izobčen iz konfederacije. Sada Kaur iz Kanhaija misl se je v praznini dvignila in uničila moč Bhangijev. Kasneje je svoj prestol prepustila maharadži Randžitu Singhu.

### Imperij
Formalni začetek Sikhovskega imperija se je začel z združitvijo mislov leta 1801, s čimer je nastala enotna politična država. Vsi voditelji mislov, ki so bili povezani z vojsko, so bili plemstvo z običajno dolgim in prestižnim družinskim ozadjem v sikhovski zgodovini.
Glavni geografski odtis imperija je bil od regije Pandžab do Kajberskega prelaza na zahodu, Kašmirja na severu, Sinda na jugu in Tibeta na vzhodu.
Leta 1797 je Randžit Singh oblegal Rasulnagar in priključil državo Čata, ki je bila zagrenjena sovražnica Sakerčakija misla. Vladar Džan Muhamad Čata je bil v obleganju ubit.
Leta 1799 je Randžit Singh preselil prestolnico iz Gudžranvale v Lahore, kjer jo je leta 1763 ustanovil njegov dedek Čarat Singh.
Randžit Singh je po napadu na Džhang leta 1807 priključil državo Sial, ki je bilo pod lokalnim muslimanskim poglavarstvom. Podlaga za to priključitev je bila, da je lokalni vladar Džhanga, Ahmad Kan Sial, koval zaroto z Navabom Muzafarjem Kanom iz Multana in da je s slednjim podpisal tajno pogodbo.
Hari Singh Nalva je bil vrhovni poveljnik sikhovske armade Khalsa od leta 1825 do 1837. Znan je po svoji vlogi pri osvajanjih Kasurja, Sialkota, Multana, Kašmirja, Atoka in Pešavarja. Nalva je vodil sikhovsko vojsko pri osvoboditvi šaha Šuje iz Kašmirja in zagotovil diamant Koh-i-Nor za maharadžo Randžita Singha. Služil je kot guverner Kašmirja in Hazare ter ustanovil kovnico denarja v imenu Sikhovskega imperija za lažje pobiranje dohodka. Njegovo mejno politiko obvladovanja Kajberskega prelaza je kasneje uporabila Britanska Indija. Nalva je bil odgovoren za širitev meje Sikhovskega imperija do reke Ind. V času njegove smrti je bila zahodna meja Sikhovskega imperija Kajberski prelaz.
Dinastija Namgjal iz Ladaka je od leta 1819 do 1834 redno plačevala letni davek Sikhovskemu imperiju. Davek je bil plačilo lokalnim sikhovskim guvernerjem Kašmirja. Kraljestvo Namgjal so kasneje osvojili Dogri pod vodstvom Zoravarja Singha.
Področje dinastije Makpon iz Baltistana s sedežem v Skardu pod vladavino Ahmada Šaha Makpona je bilo osvojeno v letih 1839–40, njen lokalni vladar pa je bil odstavljen.  Dogre so bile v tem času pod suvereniteto Sikhovskega cesarstva. 
Med kitajsko-sikhsko vojno leta 1841 so sile cesarstva napadle Tibet, ki je bil takrat pod nadzorom dinastije Čing. Vendar je bil ta nadzor kratkotrajen in vojska cesarstva se je bila zaradi protinapada Kitajcev in Tibetancev prisiljena umakniti v Ladak. 

#### Cis-Satledžske države
Države Cis-Satledža so bile skupina sikhovskih držav v regiji Pandžab, ki ležijo med reko Satledž na severu, Himalajo na vzhodu, reko Jamuno in okrožjem Stari Delhi na jugu ter okrožjem Sirsa na zahodu. Te države so po letu 1785 padle pod suverenost Maratskega cesarstva pred drugo anglo-maratsko vojno 1803–1805, po kateri so Marati izgubili nadzor nad ozemljem v korist Britanske vzhodnoindijske družbe. Države Cis-Satledža so med drugim vključevale Kalsio, Kaital, Patialo, Nabho, Džind, Tanasar, Malerkotlo, Ludijano, Kapurtalo, Ambalo, Ferozpur in Faridkot. Sikhovski imperij Randžita Singha je leta 1807 okupiral državo Faridkot. Vendar pa je bil nadzor nad Faridkotom leta 1809 ponovno v rokah Gulaba Singha iz Faridkota zaradi podpisa pogodbe med lahorskim Darbarjem in britansko vzhodnoindijsko družbo.
Čeprav je te sikhovske države ustanovil Dal Khalsa, niso postale del Sikhovskega imperija. Po Amritsarski pogodbi leta 1809 (po kateri se je imperij odpovedal pravicam do držav Cis-Satledža, Britanci pa se niso smeli vmešavati severno od Satledža ali na obstoječem ozemlju imperija južno od Satledža) je veljala medsebojna prepoved vojskovanja, potem ko je Randžit Singh med letoma 1806 in 1809 poskušal prevzeti nadzor nad temi državami od Britancev.
Prehod Sikhov čez Satledž, ki je sledil britanski militarizaciji meje s Pandžabom (z 2500 možmi in šestimi topovi leta 1838 na 17.612 mož in 66 topov leta 1844 ter 40.523 mož in 94 topov leta 1845) in načrti o uporabi novo osvojenega ozemlja Sinda kot odskočne deske za napredovanje na regijo Multan, ki so jo imeli Sikhi, so sčasoma privedli do konflikta z Britanci.

#### Upad
Po smrti Randžita Singha leta 1839 je bil imperij zaradi notranjih razkolov in slabega političnega upravljanja močno oslabljen. To priložnost je izkoristila Britanska vzhodnoindijska družba za začetek prve anglo-sikhovske vojne.
Bitka pri Ferozešahu leta 1845 je zaznamovala številne prelomnice. Britanci so se srečali s Khalsovo vojsko, ki se je začela s strelskim dvobojem, v katerem so Sikhi premagali britansko topništvo. Ko so Britanci napredovali, so bili Evropejci v njihovi vojski posebej tarča napadov, saj so Sikhi verjeli, da če se vojska »demoralizira, bo hrbtenica sovražnikovega položaja zlomljena«. Boji so se nadaljevali vso noč. Britanski položaj je »z daljšanjem noči postajal vse resnejši« in »utrpel je strašne žrtve, saj je bil vsak član osebja generalnega guvernerja bodisi ubit bodisi ranjen«. Kljub temu je britanska vojska zavzela in obdržala Ferozešah. Britanski general sir James Hope Grant je zapisal: »Resnično je bila noč mračna in prestrašena in morda še nikoli v analih vojskovanja ni bila britanska vojska v tako velikem obsegu bližje porazu, ki bi vključeval popolno uničenje.«
Sikhovski imperij se je dokončno razpadel ob koncu druge anglo-sikhovske vojne leta 1849 na ločene knežje države in britansko provinco Pandžab. Sčasoma je bil v Lahoreju ustanovljen namestnik guvernerja kot neposredni predstavnik britanske krone.

### Vlada Sikhovskega imperija
Vladajoči dvor imperija s sedežem v Lahoreju se je imenoval Lahore Darbar ali Khalsa Darbar.  Dvor je bil raznolik in pod vrhovnim poveljstvom vladajočega maharadže, ki je bil boben Khalse. Teoretično je sikhovski dvor temeljil na idealih Khalse, ki jih je zagovarjal Guru Gobind Singh, vendar je bil dvor v praksi sekularen. Kot primer te sekularnosti, je da so člani dvora prihajali iz različnih verskih okolij, vključno s Sikhi, Hindujci, muslimani in kristjani. Poleg tega so člani prihajali tudi iz različnih etničnih, regionalnih in kastnih okolij, kot so Dogri, Radžputi, Brahmani, Džati in Evropejci. Medtem ko se je Randžit Singh sam raje oblačil skromno, je bil sikhovski dvor poln bogato oblečenih in okrašenih članov. Na stolih v durbarju so smeli sedeti le trije posamezniki in sicer naslednik Kharak Singh, kanvar Šer Singh in radža Hira Singh. Tri strani dvorane durbarja so bile prekrite z zlatimi stebri, tla pa so krasil šali, izvezeni z zlatom in srebrom ter vstavljeni z dragimi kamni. Maharadža je sedel na zlatem prestolu, Randžit Singh pa je na njem najraje sedel s prekrižanimi nogami. Član dvora, ki je smel sedeti za maharadžo, je bil radža Dhian Singh. Ostali člani dvora so sedeli glede na svoj rang in status. Barvi sikhovskega dvora sta bili rumena in zelena. Tako je večina njegovih članov nosila rumene prelive iz kašmirske svile ali volne. Dvor je svojim članom podeljeval nagrade, večina teh je bila v bistvu podeljenih nazivov v obliki častnih nazivov, nekateri člani pa so prejeli džagirje (dodelitev zapuščine). Lenoba je bila na dvoru zelo zaničevana, saj je vladajoči maharadža pogosto pošiljal člane dvora na vojaške ali diplomatske misije.
Posli vladajoče vlade so se opravljali v Lahoreju, natančneje v Musaman Burdžu, ki je bil znotraj trdnjave Lahore. Javno delo dvora je potekalo od jutra do poldneva v Divan-i-Aamu ('dvorani za avdienco'), dvornega dela so se udeleževali pomembni člani dvora, vključno s knezi, ministri, plemiči ter civilnimi in vojaškimi častniki. 
Plemiči dvorjani, vključno s sorodniki kraljeve družine, so živeli v razkošnih havelijih in nosili draga oblačila in dodatke (kot je nakit). Sikhovski princi in tudi Radža Dhian Singh so smeli imeti svoje miniaturne durbarje (dvore).

### Zunanje zadeve
Tuji obiskovalci sikhovskega dvora so bili obravnavani spoštljivo in gostoljubno, pri čemer številna sodobna poročila tujih obiskovalcev dvora omenjajo dobro obravnavo, ki jim jo je nudila država. Ko je prispel tuji obiskovalec, ga je pozdravil protokolarni uradnik, ki mu je uredil začasno prebivališče, ki je bilo odvisno od statusa obiskovalca. Državna vlada je krila stroške zabave obiskovalca. Obstajajo poročila o obiskovalcih, ki so bili obdarjeni s sadjem, sladkarijami, vinom in tudi denarjem. Med pomembnimi slovesnostmi, kot so bile poroke pomembnih plemičev ali ob sprejemu visokih tujih diplomatskih dostojanstvenikov, so bile razstavljene celotne regalije cesarstva in vojaške sile.
Zahodni/evropski uradniki iz različnih okolij, vključno z Britanci, Francozi, Nemci, Italijani, Španci, Američani in Rusi, so se v mnogih primerih povzpeli na visoke položaje na sikhovskem dvoru. Vendar je bil sikhovski dvor previden do zahodnjakov na dvoru in jih je zato strogo reguliral. Te tuje zahodne člane dvora je država prepričevala, naj se vključijo tako, da se poročijo z domačinko, se naselijo v imperiju in sprejmejo kulturne običaje domačinov, kot sta puščanje brade ali nošenje turbana. Zahodnim članom dvora je bilo prepovedano javno uživanje govedine ali kajenje.

### Geografija
Sikhovski imperij je na vrhuncu obsegal skupno več kot 520.000 km2.  Druga  bolj konzervativna ocena določa njegovo skupno površino v zenitu na 100.436 kvadratnih milj (260.124 km²).  Jean-Marie Lafont navaja, da je imperij obsegalo ozemlje 390.000 kvadratnih kilometrov. 
Naslednje sodobne politične delitve so sestavljale zgodovinski Sikhovski imperij:
- regija Pandžab, do Mithankota na jugu
  - Pandžab, Pakistan, razen zvezne države Bahavalpur
  - Pandžab, Indija, razen držav Cis-Satledža [63]
  - Himačal Pradeš, Indija, samo ozemlja severozahodno od reke Satledž.
  - Divizija Džamu, Džamu in Kašmir, Indija in Pakistan (1808–1846)
- Kašmir, od 5. julija 1819 do 15. marca 1846, Indija/Pakistan  
  - Kašmirska dolina, Indija od 1819 do 1846
  - Baltistan, od leta 1840 naprej [64] [65] [66]
  - Gilgit, Gilgit–Baltistan, Pakistan, od 1842 do 1846
  - Ladak, Indija 1834–1846 [67] [68] [44]
- Spodnji del Kajber Pakhtunkhve, Pakistan. [69]
  - Pešavar, Pakistan  (posneto leta 1818, ponovno posneto leta 1834)
  - Razen Vaziristana, Randžit Singh ni poskušal osvojiti Vaziristana. [70] [71]

Okrožje Džamrud (okrožje Kajber, Pakistan) je bilo najzahodnejša meja sikhovskega imperija. Širjenje proti zahodu je bilo ustavljeno v bitki pri Džamrudu, v kateri so Afganistanci v ofenzivi uspeli ubiti uglednega sikhovskega generala Harija Singha Nalvo, čeprav so Sikhi uspešno obdržali svoje položaje v trdnjavi Džamrud. Randžit Singh je nato kot okrepitev poslal svojega generala Sirdarja Bahadurja Gulaba Singha Povinda, ki je ostro zatrl paštunski upor. Leta 1838 je Randžit Singh s svojimi četami vkorakal v Kabul, da bi se skupaj z Britanci udeležil zmagovalne parade, potem ko je v Kabulu na afganistanski prestol vrnil šaha Šodžo.

### Verska politika
Sikhovski imperij je moškim iz drugih religij, razen njihove lastne, omogočal, da so se povzpeli na vodilne položaje oblasti.
Vlado vodil elitni korpus, sestavljen iz številnih skupnosti, kar je imperiju dalo značaj posvetnega sistema vladanja, tudi če je bil zgrajen na teokratskih temeljih.
V imperiju je bila splošno uvedena prepoved klanja krav, ki jo je mogoče povezati s hindujskimi čustvi. Randžit Singh je daroval tudi velike količine zlata za prevleko kupole templja Kaši Višvanath. 
Sikhi so se trudili, da ne bi užalili predsodkov muslimanov, je zapisal baron von Hügel, avstrijski botanik in raziskovalec, vendar so bili Sikhi opisani kot ostri. V zvezi s tem je Massonova razlaga morda najbolj ustrezna: »Čeprav so bili Sikhi v primerjavi z Afganistanci blagi in so imeli zaščitniški vpliv, pa nobena prednost ni mogla nadomestiti njihovim muslimanskim podložnikom ideje o podrejenosti nevernikom in prepovedi klanja goveda ter ponavljanja azana oziroma 'poziva k molitvi'.« 
Po mnenju Chitralekhe Zutshi in Williama Roeja Polka so sikhovski guvernerji sprejeli politike, ki so odtujile muslimansko prebivalstvo, kot so prepoved klanja krav in Adhan|azana (islamskega poziva k molitvi), zaseg mošej kot državne lastnine in uvedba uničujočih davkov kašmirskim muslimanom, kar je leta 1832 povzročilo lakoto. Poleg tega je sikhovska uprava uvedla begar (prisilno delo), da bi olajšala oskrbo cesarske vojske z materiali, politiko, ki so jo še okrepili zaporedni vladarji Dogre.   Zaradi teh politik se je kašmirsko muslimansko prebivalstvo množično izselilo v milejše sosednje regije, zlasti v Ladakh .  Kot simbolično uveljavljanje moči so Sikhi redno oskrunili muslimanske bogoslužne prostore, vključno z zaprtjem mošeje Jamia v Šrinagarju in preureditvijo mošeje Badshahi v Lahoreju v skladišče streliva in hlev za konje, vendar je imperij še vedno ohranil perzijske upravne institucije in dvorni bonton; Sikhovske srebrne rupije so bile kovane na mogulskem standardu s perzijskimi napisi. 

## Demografija
| \| Religije v Khalsa imperiju (1800-tih)[6][82]:2694 \| Religije v Khalsa imperiju (1800-tih)[6][82]:2694 \| Religije v Khalsa imperiju (1800-tih)[6][82]:2694 \| Religije v Khalsa imperiju (1800-tih)[6][82]:2694 \| Religije v Khalsa imperiju (1800-tih)[6][82]:2694 \| \| ------------------------------------------------- \| ------------------------------------------------- \| ------------------------------------------------- \| ------------------------------------------------- \| ------------------------------------------------- \| \| \| \| \| \| \| |  |  |  |  |
| Religije v Khalsa imperiju (1800-tih):2694 |  |  |  |  |
| |  |  |  |  |

Prebivalstvo Sikhovskega imperija je bilo v času vladavine Randžita Singha ocenjeno na približno 12 milijonov ljudi. Muslimanov je bilo 8,4 milijona, hindujcev 2,88 milijona in sikhov 722.000. 
Verska demografija imperija je bila ocenjena na nekaj več kot 10 % do 12 %  Sikhov, 80 % muslimanov in nekaj manj kot 10 % hindujcev. Surdžit Hans je z retrospektivno projekcijo popisa prebivalstva iz leta 1881 podal drugačne številke, pri čemer je muslimanov navedel 51 %, hindujcev 40 % in sikhov okoli 8 %, preostalih 1 % pa so bili Evropejci. Prebivalcev je bilo leta 1831 3,5 milijona, glede na delo Amarinderja Singha Zadnji sončni zahod: Vzpon in padec lahorejskega durbarja. Hans Herrli je v delu Kovanci sikhov ocenil, da je bilo skupno prebivalcev imperija leta 1838 približno 5,35 milijona ljudi. Medtem Jean-Marie Lafont ocenjuje, da je prebivalstvo imperija štelo 15 milijonov ljudi. 
Leta 1839 je prišlo do velikega pogroma, imenovanega Allahdad, ki je bil usmerjen proti lokalnim Judom v Mašhadu v Kadžarski Perziji. Skupina perzijskih judovskih beguncev iz Mašhada, ki so bežali pred preganjanjem doma v Kadžarski Perziji, se je okoli leta 1839 naselila v Sikhovskem imperiju. Večina judovskih družin se je naselila v Ravalpindiju (natančneje v soseski Babu Mohalah) in Pešavarju.      Večina teh Judov se je med delitvijo leta 1947 izselila v Indijo. 

## Seznam vladarjev Sikhovskemu imperiju
| Št. | Ime                                   | Portret | Rojstvo in smrt                 | Rojstvo in smrt             | Vladavina          | Vladavina          | Vladavina       | Opomba                | Opomba        |
| --- | ------------------------------------- | ------- | ------------------------------- | --------------------------- | ------------------ | ------------------ | --------------- | --------------------- | ------------- |
| 1   | Maharadža Randžit Singh               |         | 13. november 1780 (Gudžranvala) | 27. junij 1839 (Lahore)     | 12. aprila 1801    | 27. junija 1839    | 38 let, 76 dni  | Ustanovitelj imperija | Možganska kap |
| 2   | Maharadža Kharak Singh                |         | 22. februar 1801 (Lahore)       | 5. november 1840 (Lahore)   | 27. junija 1839    | 8. oktober 1839    | 0 let, 103 dni  | Sin Randžita Singha   | Zastrupitev   |
| 3   | Maharadža Nau Nihal Singh             |         | 11. februar 1820 (Lahore)       | 6. november 1840 (Lahore)   | 8. oktober 1839    | 6. novembra 1840   | 1 leto, 29 dni  | Sin Kharaka Singha    | Umorjen       |
|     | Maharani Čand Kaur (regent)           |         | 1802 (Fatehgarh Čurian)         | 11. junij 1842 (Lahore)     | 6. novembra 1840   | 18. januar 1841    | 0 let, 73 dni   | Žena Kharaka Singha   | Abdiciral     |
| 4   | Maharadža Šer Singh                   |         | 4. decembra 1807 (Batala)       | 15. september 1843 (Lahore) | 18. januar 1841    | 15. septembra 1843 | 2 leti, 240 dni | Sin Randžita Singha   | Umorjen       |
| 5   | Maharadža Dulip Singh                 |         | 6. september 1838 (Lahore)      | 22. oktober 1893 (Pariz)    | 15. septembra 1843 | 29. marca 1849     | 5 let, 195 dni  | Sin Randžita Singha   | Izgnan        |
|     | Maharani Džind Kaur (regent; nominal) |         | 1817 (Gudžranvala)              | 1. avgust 1863 (Kensington) | 15. septembra 1843 | 29. marca 1849     | 5 let, 195 dni  | Žena Randžita Singha  | Izgnana       |

## Galerija
- Randžit Singh, ok. 1830
- Randžit Singh posluša recitiranje Guru Granth Sahiba v bližini Akal Takht in Zlati tempelj, Amritsar, Pandžab, Indija
- Čelada sikhovskega bojevnika s koničastim oklepnim ščitnikom, 1820–1840, železo, prevlečeno z zlatom, z oklepnim ščitnikom iz železa in medenine